# Bowscale Tarn (Lake District)
Der Bowscale Tarn ist ein See im Lake District, Cumbria, England. Der See liegt in einem Kar an der Nordseite des Bowscale Fell. Der See hat keine erkennbaren Zuflüsse. Der Tarn Sike bildet seinen Abfluss an der Nordseite des Sees.